# Liste der National Historic Landmarks in New Jersey

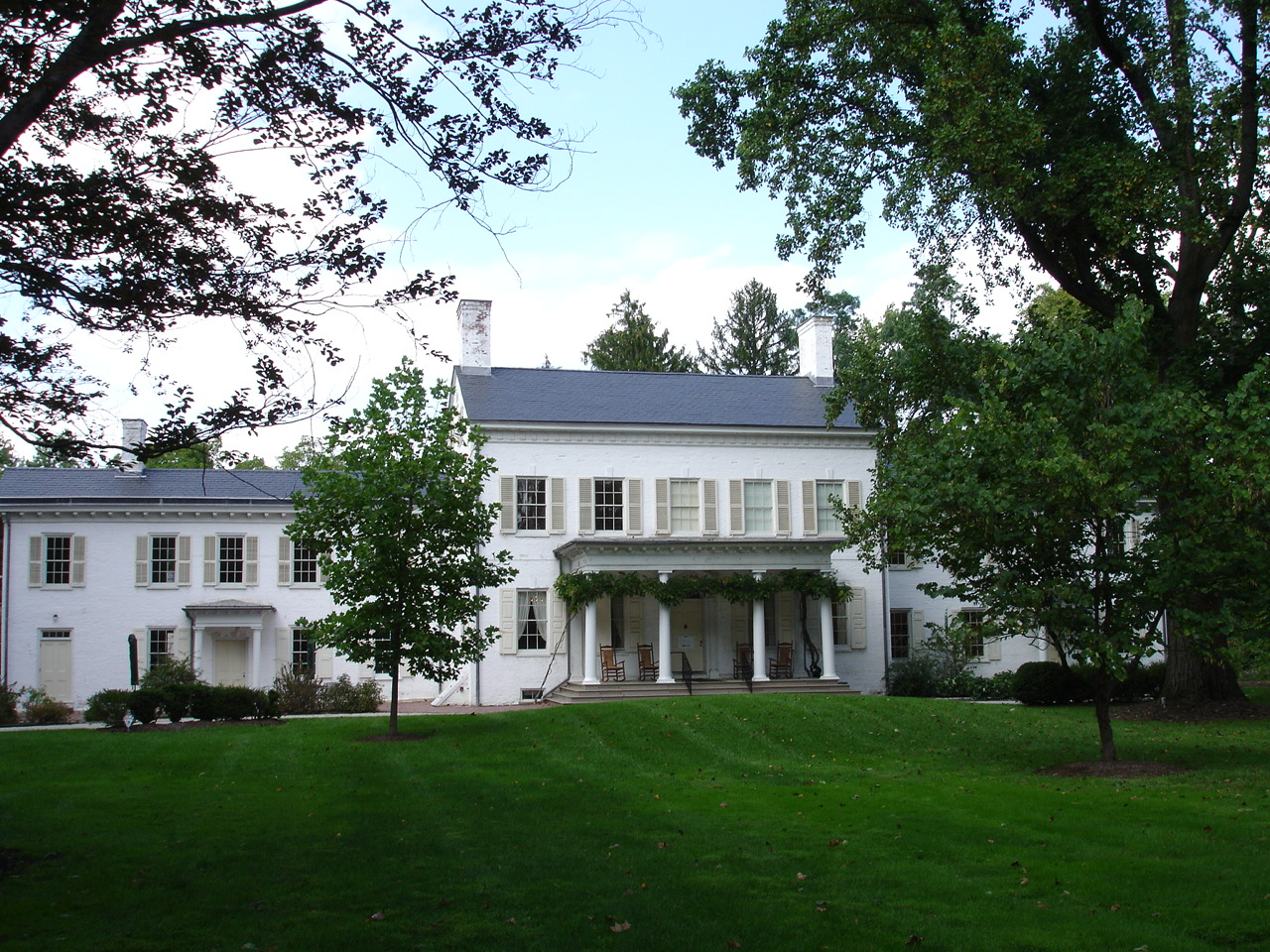
Morven in Princeton, ehemalige Residenz des Gouverneurs von New Jersey.

Die Liste der National Historic Landmarks in New Jersey verzeichnet die historischen Objekte und Orte, die im amerikanischen Bundesstaat New Jersey als National Historic Landmark (NHL; deutsch: Nationales historisches Wahrzeichen) klassifiziert sind und unter der Aufsicht des National Park Service (NPS) stehen. Ihre besondere nationale Bedeutung hebt sie aus der Menge der anderen Kulturdenkmale im Gesamtregister historischer Stätten (National Register of Historic Places (NRHP)) der USA heraus. Die Auszeichnung wird durch das Innenministerium der Vereinigten Staaten verliehen.
Im zweiten Teil dieser Liste sind außerdem weitere Objekte aufgeführt, die – wie die Landmarks – über New Jersey hinaus für die USA insgesamt historische Bedeutung haben: National Historic Sites, National Historical Parks, National Memorials und einige andere Einrichtungen sind Gebiete, Wahrzeichen oder Mahnmale in den USA, denen die Auszeichnung nicht durch das Innenministerium, sondern direkt durch Gesetze des Kongresses oder Anordnungen des Präsidenten verliehen wurde. Solche historischen Monumente stehen zwar meist ebenfalls unter dem Schutz des National Park Service, sie wurden aber normalerweise nicht zusätzlich noch zum NHL erklärt; oft wurde deren Schutzstatus bereits vor Einführung des Landmarks-Programms 1960 verliehen. Die nationalen Monumente dieser Art nennt der National Park Service im Anhang der NHL-Liste zu New Jersey.

## Erläuterungen
- Die Reihenfolge der Einträge, die Namen der Landmarks und das Datum des Eintrags der Auszeichnung folgen den Angaben in der Landmark-Liste des National Park Service zu New Jersey.[4]
- In der Spalte zum Namen der historischen Objekte und Gebiete sind zusätzlich in Klammern Alternativnamen angegeben, wenn es solche gibt.[5]
- In der Spalte zum Eintragsdatum ist zusätzlich die offizielle Registernummer des Eintrags im National Register of Historic Places angegeben.[6]
- In der Spalte zur Lage sind zusätzlich zur Ortsangabe die geografischen Koordinaten verlinkt.
- In der Tabellenspalte links außen gibt der Farbcode für die einzelnen Tabellenzeilen jeweils den Hinweis, welche Auszeichnungskategorie des National Park Systems für den jeweiligen Eintrag gilt.

|      | Legende des Farbcodes               |
| ---- | ----------------------------------- |
| NHL  | National Historic Landmark          |
| NHLD | National Historic Landmark District |
| NHP  | National Historical Park            |
| NMON | National Monument                   |

## National Historic Landmarks in New Jersey
In New Jersey gibt es 58 solcher Kulturdenkmale, die in der folgenden Liste vollständig verzeichnet sind (Stand April 2017). Sie finden sich in 17 der 21 Countys in New Jersey.
| [ 8 ] | Name                                                                            | Bild                                                                            | Eintragsdatum                 | Lage | County                                                              | Beschreibung |
| ----- | ------------------------------------------------------------------------------- | ------------------------------------------------------------------------------- | ----------------------------- | --- | ------------------------------------------------------------------- | --- |
| 1     | Abbott Farm Historic District                                                   | Abbott Farm Historic District                                                   | 8. Dez. 1976 ID-Nr. 76001158  | Hamilton Township, Bordentown Township, Bordentown; Ostufer des Delaware River 40° 11′ 9,6″ N, 74° 43′ 37,2″ W | Mercer County, Burlington County                                    | Der Landmark-Distrikt umfasst ein Gebiet mit mehreren bedeutenden archäologischen Stätten südlich von Trenton; erste Grabungen und Untersuchungen durch Charles Conrad Abbott seit Mitte des 19. Jahrhunderts. Mindestens 30 erkennbare unterschiedliche Stätten, Siedlungsreste, Begräbnisstätten verschiedener Zeitebenen; größter bekannter Siedlungskomplex der mittleren Woodland-Periode in Neuengland zwischen 500 v. Chr. und 500 n. Chr.; Boden-Zeugnisse und Überreste reichen mehr als 13.000 Jahre in die Vergangenheit zurück. |
| 2     | All Saints’ Memorial Church                                                     | All Saints’ Memorial Church                                                     | 23. Dez. 1987 ID-Nr. 74001179 | Navesink, 202 Navesink Avenue 40° 23′ 54″ N, 74° 1′ 14″ W                                                      | Monmouth County                                                     | Steinkirche im neugotischen Stil; Architekt Richard Upjohn, erbaut 1864. |
| 3     | Atlantic City Convention Hall                                                   | Atlantic City Convention Hall                                                   | 27. Feb. 1987 ID-Nr. 87000814 | Atlantic City, 2301 Boardwalk 39° 21′ 17,9″ N, 74° 26′ 19,2″ W                                                 | Atlantic County                                                     | Monumentale Veranstaltungshalle im Beaux-Arts-Stil am Atlantik-Ufer, technisches Meisterwerk des Bauingenieurwesens mit bis zu 40.000 Sitzplätzen; erbaut 1926–1929. |
| 4     | John Ballantine House                                                           | John Ballantine House                                                           | 4. Feb. 1985 ID-Nr. 73001093  | Newark, 49 Washington Street 40° 44′ 35,4″ N, 74° 10′ 16,7″ W                                                  | Essex County                                                        | Wohnhaus von John Ballantine, Sohn von Peter Ballantine, dem Gründer der Ballantine-Brauerei; letztes erhaltenes Wohnhaus aus der Reihe der repräsentativen Stadtvillen, die Ende des 19. Jahrhunderts rund um den Washington Square entstanden; erbaut 1884/1885, seit 1937 Teil des Newark Museums. |
| 5     | Baltusrol Golf Club                                                             | Baltusrol Golf Club                                                             | 25. Aug. 2014 ID-Nr. 05000374 | Springfield Township, 201 Shunpike Road 40° 42′ 18″ N, 74° 19′ 41″ W                                           | Union County                                                        | 1895 gegründeter Golfklub mit zwei 18-Loch-Golfkursen; als NHL-Distrikt ausgezeichnet, weil die beiden außergewöhnlichen, naturnah konstruierten Golfkurse, gebaut 1918–1926, den Ruhm des Golfarchitekten A. W. Tillinghast begründeten. |
| 6     | Pietro and Maria Botto House (Pietro Botto House)                               | Pietro and Maria Botto House                                                    | 17. Dez. 1982 ID-Nr. 74001188 | Haledon, 83 Norwood Street 40° 56′ 5,4″ N, 74° 11′ 18″ W                                                       | Passaic County                                                      | Zwischen März und Juli 1913 sonntäglicher Versammlungsort mehrerer tausend Streikender der Gewerkschaft Industrial Workers of the World während des Paterson-Seidenstreiks; das Anwesen der Bottos wurde als NHL ausgezeichnet wegen seiner Rolle als Zufluchtsort, an dem Rede- und Versammlungsfreiheit gewährleistet war; seit 1983 American Labor Museum. |
| 7     | Boxwood Hall (Elias Boudinot House)                                             | Boxwood Hall                                                                    | 28. Nov. 1972 ID-Nr. 70000397 | Elizabeth, 1073 East Jersey Street 40° 39′ 49″ N, 74° 12′ 37″ W                                                | Union County                                                        | 1772–1795 Wohnhaus von Elias Boudinot, 1782/83 Präsident des Kontinentalkongresses und ab 1789 mehrfach Abgeordneter für New Jersey im Repräsentantenhaus. 1795–1824 Wohnhaus von Jonathan Dayton, einem der Unterzeichner der Unabhängigkeitserklärung. Erbaut um 1750; historisches Haus-Museum seit 1943. |
| 8     | Burlington County Prison                                                        | Burlington County Prison                                                        | 24. Juni 1986 ID-Nr. 86003558 | Mount Holly, 128 High Street 39° 59′ 48,9″ N, 74° 47′ 22″ W                                                    | Burlington County                                                   | Erbaut 1811 nach Plänen von Robert Mills; bei Schließung 1965 das älteste Gefängnisgebäude der Vereinigten Staaten in ununterbrochenem Betrieb; Museum seit 1966. |
| 9     | Camp Evans                                                                      | Camp Evans                                                                      | 16. Okt. 2012 ID-Nr. 02000274 | Wall Township, 2300 Marconi Road 40° 11′ 5,2″ N, 74° 3′ 30,3″ W                                                | Monmouth County                                                     | Ehemalige Militärbasis des United States Army Signal Corps, 35 Gebäude gehören zu diesem Landmark-Distrikt; Camp Evans war im Zweiten Weltkrieg eine der wichtigsten Test- und Produktionsstätten zur Entwicklung des Radars. |
| 10    | Cape May Historic District                                                      | Cape May Historic District                                                      | 11. Mai 1976 ID-Nr. 70000383  | Cape May, Altstadtkern 38° 56′ 12,5″ N, 74° 54′ 39,9″ W                                                        | Cape May County                                                     | Ältestes Seebad der Vereinigten Staaten; mit über 600 erhaltenen Gebäuden größte Ansammlung historischer Häuser und Gewerbegebäude aus dem 19. Jahrhundert in den USA. |
| 11    | Clark Thread Company Historic District (East Newark Industrial Center)          | Clark Thread Company Historic District                                          | 2. Juni 1978 ID-Nr. 78001764  | East Newark, 900 Passaic Avenue 40° 45′ 6,8″ N, 74° 9′ 43,2″ W                                                 | Hudson County                                                       | Großer Wirtschafts- und Produktionskomplex der Textilindustrie, erbaut nach 1875, zum Landmark-Distrikt gehören 35 weitestgehend unverändert erhaltene Gebäude; von den 1890er Jahren bis zur Mitte des 20. Jahrhunderts war die von George Aitken Clark 1864 gegründete Firma Weltmarktführer in der Produktion von Baumwollgarn. |
| 12    | Grover Cleveland Home (Westland Mansion)                                        | Grover Cleveland Home                                                           | 23. Juni 1965 ID-Nr. 66000463 | Princeton, 15 Hodge Road 40° 21′ 5,7″ N, 74° 40′ 3″ W                                                          | Mercer County                                                       | Die Villa war von 1897 bis 1908 Alters-Wohnsitz des 22./24. amerikanischen Präsidenten, Grover Cleveland; erbaut 1854. |
| 13    | Craftsman Farms (The Stickley Museum at Craftsman Farms)                        | Craftsman Farms                                                                 | 14. Dez. 1990 ID-Nr. 85003730 | Parsippany-Troy Hills, 2352 Route 10 West 40° 51′ 26,6″ N, 74° 28′ 48,5″ W                                     | Morris County                                                       | Landwirtschaftliches Gelände und Schule für das Arts and Crafts Movement, gegründet 1908 von einem der wichtigsten Vertreter dieser Kunst- und Design-Bewegung in den Vereinigten Staaten, Gustav Stickley, von ihm betrieben bis 1915; 1917 in Privatbesitz übergegangen; seit 1989 im Besitz der Stadt und verwaltet durch eine Stiftung, die das Landmark-Gelände als Museum führt. |
| 14    | Albert Einstein House                                                           | Albert Einstein House                                                           | 7. Jan. 1976 ID-Nr. 76002297  | Princeton, 112 Mercer Street 40° 20′ 36,2″ N, 74° 40′ 0,7″ W                                                   | Mercer County                                                       | Wohnhaus des Physikers Albert Einstein nach seiner Flucht aus dem nationalsozialistischen Deutschland 1935 bis zu seinem Tod 1955. |
| 15    | The Speedwell Village Factory                                                   | The Speedwell Village Factory                                                   | 30. Mai 1974 ID-Nr. 74001186  | Morristown, 333 Speedwell Avenue 40° 48′ 51,1″ N, 74° 28′ 49,6″ W                                              | Morris County                                                       | In diesem Gebäude, Bauwerk der Speedwell Iron Works, wurde von Samuel Morse und Alfred Vail der erste Schreibtelegraf gebaut und hier fand die erste öffentliche Demonstration der Funktionsweise des Geräts statt. |
| 16    | Fort Hancock and the Sandy Hook Proving Ground Historic District                | Fort Hancock and the Sandy Hook Proving Ground Historic District                | 17. Dez. 1982 ID-Nr. 80002505 | Sandy Hook, State Route 36 40° 27′ 50″ N, 74° 0′ 10″ W                                                         | Monmouth County                                                     | Die Befestigungsanlagen auf Sandy Hook, einer kleinen Halbinsel im Süden der Einfahrt in den Hafen von New York und New Jersey (Fortifications at Sandy Hook, 1895 umbenannt in Fort Hancock), waren seit dem Amerikanischen Unabhängigkeitskrieg Ende des 18. Jahrhunderts ein militärstrategisch bedeutender Ort. Von 1895 bis 1974 war Fort Hancock die zentrale Verteidigungsanlage des Hafens; der Sandy Hook Proving Ground, das älteste Truppenübungs- und Waffentest-Gelände der USA, existierte hier von 1874 bis 1919, anschließend gehörte das Gebiet ebenfalls zum Fort. Der NHL-Distrikt umfasst die gesamte Halbinsel mit allen darauf stehenden Gebäuden und Strukturen, insgesamt 110 Gebäude und 16 Batterien. Seit 1972 Teil der Gateway National Recreation Area des National Park Service. |
| 17    | T. Thomas Fortune House (The Bergen House)                                      | T. Thomas Fortune House                                                         | 8. Dez. 1976 ID-Nr. 76001171  | Red Bank, 94 Drs James Parker Boulevard (zuvor: 94 West Bergen Place) 40° 20′ 30,5″ N, 74° 4′ 20,6″ W          | Monmouth County                                                     | 1901–1915 Wohnhaus von Timothy Thomas Fortune, einem ehemaligen Sklaven, der zu seiner Zeit einer der führenden afroamerikanischen Journalisten und Bürgerrechtler war. |
| 18    | Georgian Court                                                                  | Georgian Court                                                                  | 4. Feb. 1985 ID-Nr. 78001788  | Lakewood 40° 5′ 56″ N, 74° 13′ 44″ W                                                                           | Ocean County                                                        | Ehemaliger Winter-Wohnsitz von George Jay Gould I, dem Sohn des Unternehmers Jay Gould; seit 1924 Sitz der privaten katholischen Universität Georgian Court University, ursprünglich unter dem Namen Georgian Court College; das College wurde 1908 von den Barmherzigen Schwestern in North Plainfield gegründet. Als NHL-Distrikt ausgezeichnet, weil die Anlage von Haupt- und Nebengebäuden als herausragendes Beispiel der eklektizistischen Spätform der Georgianischen Architektur gilt, erbaut ab 1897 von Bruce Price, dem damals führenden Architekten dieser Stilrichtung. Zur Anlage gehört einer der letzten aktiv bespielten Jeu-de-Paume-Tennisplätze der Welt. |
| 19    | Grace Church                                                                    | Grace Church                                                                    | 23. Dez. 1987 ID-Nr. 72000776 | Newark, 950 Broad Street 40° 43′ 50,5″ N, 74° 10′ 27,5″ W                                                      | Essex County                                                        | Grace Church ist eine Episkopalkirche im Bistum Newark; als NHL geschützt, weil das Gebäude als herausragendes Beispiel der neugotischen Architektur gilt, Architekt war 1847 Richard Upjohn. Samuel A. Ward, der Komponist der patriotischen Hymne „America the Beautiful“, war Organist der Kirchengemeinde. |
| 20    | Great Atlantic and Pacific Tea Company Warehouse                                | Great Atlantic and Pacific Tea Company Warehouse                                | 2. Juni 1978 ID-Nr. 78001766  | Jersey City, 150 Bay Street 40° 43′ 15,8″ N, 74° 2′ 24,1″ W                                                    | Hudson County                                                       | Großes Warenhaus des früheren A&P-Supermarkt-Unternehmens; letztes weitgehend im ursprünglichen Aussehen erhaltenes Gebäude eines größeren Einzelhandelszentrums des Unternehmens, erbaut 1900 auf dem Höhepunkt seiner Erfolgsgeschichte; als NHL ausgezeichnet, weil das Gebäude als Symbol für die Bedeutung des A&P-Unternehmens in der Geschichte des Einzelhandels in den Vereinigten Staaten gelten kann. |
| 21    | Great Falls of the Passaic / Society for Establishing Useful Manufacturers H.D. | Great Falls of the Passaic / Society for Establishing Useful Manufacturers H.D. | 11. Mai 1976 ID-Nr. 70000391  | Paterson 40° 54′ 58,3″ N, 74° 10′ 53,7″ W                                                                      | Passaic County                                                      | Die Great Falls des Passaic bei Paterson sind ein 23 m hoher Wasserfall des Passaic River. Dessen Wasserkraft nutzte die 1791 gegründete Society for Establishing Useful Manufacturers (S.U.M.) auf Anregung von Alexander Hamilton, um ab 1792 Mühlen und Industrieanlagen mit Energie zu versorgen, ab 1914 sorgte ein Wasserkraftwerk für zentrale Energieversorgung. Zum NHL-Distrikt gehören mehrere Anlagen und Dämme der Fließkanäle, mehrere Industriemühlen sowie das Wasserkraftwerk. Der 2011 begründete Paterson Great Falls National Historical Park liegt weitgehend innerhalb der Grenzen dieses NHL-Distrikts. |
| 22    | Hadrosaurus Foulkii Leidy Site                                                  | Hadrosaurus Foulkii Leidy Site                                                  | 12. Okt. 1994 ID-Nr. 94001648 | Haddonfield 39° 54′ 37,1″ N, 75° 1′ 38,5″ W                                                                    | Camden County                                                       | Ort, an dem 1858 von William Foulke das weltweit erste, weitgehend vollständige Dinosaurier-Skelett gefunden wurde – Hadrosaurus foulkii benannt von Joseph Leidy. |
| 23    | Hangar No. 1, Lakehurst Naval Air Station                                       | Hangar No. 1, Lakehurst Naval Air Station                                       | 23. Mai 1968 ID-Nr. 68000031  | Manchester Township, nördlich von Lakehurst 40° 1′ 44,4″ N, 74° 18′ 59,8″ W                                    | Ocean County                                                        | Die Naval Air Engineering Station Lakehurst (American Airship Center) war das Entwicklungszentrum der amerikanischen Luftschifffahrt und seit den späten 1920er Jahren zentraler Hafen der kommerziellen Luftschifffahrt in den Vereinigten Staaten; der Hangar Nr. 1, erbaut 1921, ist das wichtigste aus dieser Zeit erhaltene Gebäude. Der Hangar war auch Ort der Explosion des Luftschiffs Hindenburg am 6. Mai 1937, die das abrupte Ende der Verkehrs-Luftschifffahrt bedeutete. |
| 24    | Joseph Henry House                                                              | Joseph Henry House                                                              | 12. Jan. 1965 ID-Nr. 66000464 | Princeton, Campus der Princeton University 40° 20′ 57,7″ N, 74° 39′ 32″ W                                      | Mercer County                                                       | Erbaut 1836–1838, von da an bis 1848 Wohnhaus des Physikers Joseph Henry, dessen Forschungen zur elektromagnetischen Selbstinduktion die Entwicklung der Telegrafie maßgeblich beförderten. |
| 25    | Hermitage (Waldwic Cottage)                                                     | Hermitage                                                                       | 22. Mai 1970 ID-Nr. 70000379  | Ho-Ho-Kus, 335 North Franklin Turnpike 41° 0′ 25,6″ N, 74° 7′ 3,5″ W                                           | Bergen County                                                       | Außergewöhnlich gut und unverändert erhaltenes Beispiel eines Wohnhauses aus der frühen Phase der neogotischen Architektur im 19. Jahrhundert; ursprünglich erbaut Mitte des 18. Jahrhunderts, völlig umgebaut 1845 nach Plänen des Architekten William H. Ranlett, dessen einziges neogotisches Werk dieser Bau war. |
| 26    | Hinchliffe Stadium (City Stadium)                                               | Hinchliffe Stadium                                                              | 25. Feb. 2013 ID-Nr. 04000223 | Paterson, zwischen Maple Street und Liberty Street 40° 55′ 5,9″ N, 74° 10′ 52″ W                               | Passaic County                                                      | Baseball-Stadion der Negro Leagues in der Jim-Crow-Ära, fertiggestellt 1932; seit 2014 Teil des Paterson Great Falls National Historical Parks. |
| 27    | Holland Tunnel                                                                  | Holland Tunnel                                                                  | 4. Nov. 1993 ID-Nr. 93001619  | Jersey City, Manhattan (New York) 40° 43′ 47,2″ N, 74° 2′ 17,7″ W                                              | Hudson County, New York County (New York)                           | Weltweit erster Unterwassertunnel, der speziell für die Bedürfnisse des Autoverkehrs konstruiert wurde; Verbindung unter dem Hudson River zwischen Jersey City und der Insel Manhattan. Eine der wichtigsten Eigenschaften des Bauwerks war, die Auswirkungen der Abgasemissionen auf die Fahrer durch eine möglichst effiziente Entlüftung zu begrenzen. Die hierzu durchgeführten vorbereitenden Forschungen beeinflussten die Bauweise aller späteren Tunnelkonstruktionen maßgeblich. Eröffnet 1927. |
| 28    | Francis Hopkinson House                                                         | Francis Hopkinson House                                                         | 17. Juli 1971 ID-Nr. 71000496 | Bordentown, 101 Farnsworth Avenue 40° 8′ 55,1″ N, 74° 42′ 48,6″ W                                              | Burlington County                                                   | Erbaut 1750; 1774–1791 Wohnhaus von Francis Hopkinson, einem der Unterzeichner der Unabhängigkeitserklärung der Vereinigten Staaten. |
| 29    | Horn Antenna                                                                    | Horn Antenna                                                                    | 20. Dez. 1989 ID-Nr. 89002457 | Holmdel 40° 23′ 26,7″ N, 74° 11′ 5,5″ W                                                                        | Monmouth County                                                     | Mit diesem 1959 konstruierten Hornstrahler entdeckten Arno Penzias und Robert Wilson 1964/65 zufällig die kosmische Mikrowellenhintergrundstrahlung, einen wesentlichen Nachweis für die Urknall-Theorie zur Entstehung des Universums. |
| 30    | Lawrenceville School                                                            | Lawrenceville School                                                            | 24. Feb. 1986 ID-Nr. 86000158 | Lawrenceville, Main Street, The Circle 40° 17′ 45,6″ N, 74° 43′ 44,4″ W                                        | Mercer County                                                       | Der NHL-Distrikt ist der historische Campus der Lawrenceville School. Die Gebäude und die Gartenlandschaft wurden Ende des 19. Jahrhunderts nach dem Vorbild englischer Schularchitektur um eine zentrale Grünanlage herum neu angelegt, gemeinsam geplant vom Architekturbüro Peabody and Stearns und dem Landschaftsarchitekten Frederick Law Olmsted; als NHL geschützt als einziges fast unverändert erhaltenes Beispiel einer solchen Zusammenarbeit in den Vereinigten Staaten. |
| 31    | William Livingston House (Liberty Hall)                                         | William Livingston House                                                        | 28. Nov. 1972 ID-Nr. 72000807 | Union, 1003 Morris Avenue 40° 40′ 42,6″ N, 74° 13′ 43,4″ W                                                     | Union County                                                        | Erbaut 1772; 1773–1790 Wohnhaus von William Livingston, Mitglied des Kontinentalkongresses, Unterzeichner der Verfassung der Vereinigten Staaten und erster gewählter Gouverneur von New Jersey von 1776 bis 1790. Nach 1949 Umbau zum Hausmuseum, Teil der Kean University. |
| 32    | Lucy, the Margate Elephant                                                      | Lucy, the Margate Elephant                                                      | 11. Mai 1976 ID-Nr. 71000493  | Margate City, 9200 Atlantic Avenue 39° 19′ 14,5″ N, 74° 30′ 41,2″ W                                            | Atlantic County                                                     | Der sechs Stockwerke hohe hölzerne Elefant ist die weltweit größte Darstellung eines Elefanten, erbaut 1882. |
| 33    | Maybury Hill (Joseph Hewes Birthplace)                                          | Maybury Hill                                                                    | 11. Nov. 1971 ID-Nr. 71000502 | Princeton, 346 Snowden Lane 40° 22′ 2,6″ N, 74° 38′ 29,2″ W                                                    | Mercer County                                                       | Farmhaus, erbaut um 1725; Geburtsort von Joseph Hewes, einem der Unterzeichner der amerikanischen Unabhängigkeitserklärung, und Wohnhaus seiner Jugend von 1730 bis längstens 1755. |
| 34    | Minisink Archeological Site                                                     | Minisink Archeological Site                                                     | 19. Apr. 1993 ID-Nr. 93000608 | Delaware Water Gap National Recreation Area 41° 5′ 36,4″ N, 74° 59′ 32,1″ W                                    | Sussex County, Pike County (Pennsylvania)                           | Überreste der Besiedlung durch die wichtigste Lenape-Gemeinschaft der Munsee-Sprachgruppe während der ersten Kontakte mit den amerikanischen Kolonisten im 17. und 18. Jahrhundert; reichhaltige und intensiv wissenschaftlich erforschte archäologische Stätte; Bodenfunde weisen eine über 10.000 Jahre dauernde menschliche Besiedlung nach. |
| 35    | Monmouth Battlefield                                                            | Monmouth Battlefield                                                            | 20. Jan. 1961 ID-Nr. 66000467 | Freehold Township, nordwestlich von Freehold 40° 15′ 49,2″ N, 74° 19′ 11,3″ W                                  | Monmouth County                                                     | Stätte der Schlacht von Monmouth am 28. Juni 1778, der letzten größeren Schlacht am nördlichen Kriegsschauplatz im Amerikanischen Unabhängigkeitskrieg. |
| 36    | Morven (Richard Stockton House)                                                 | Morven                                                                          | 17. Juli 1971 ID-Nr. 71000503 | Princeton, 55 Stockton Street 40° 20′ 51,8″ N, 74° 40′ 0,9″ W                                                  | Mercer County                                                       | Erbaut 1754 von Richard Stockton, Jurist und Politiker sowie Unterzeichner der Unabhängigkeitserklärung. Die Villa war offizielle Residenz des Gouverneurs von New Jersey von 1954 bis 1981, seit 2004 Museum. |
| 37    | Nassau Hall                                                                     | Nassau Hall                                                                     | 9. Okt. 1960 ID-Nr. 66000465  | Princeton, Campus der Princeton University 40° 20′ 55,5″ N, 74° 39′ 33,7″ W                                    | Mercer County                                                       | Ältestes Gebäude der Princeton University und beim Bau 1754–1756 größtes Gebäude in der kolonialen Province of New Jersey und größtes akademisches Bauwerk aller britischen Kolonien in Amerika. Die Nassau Hall diente mehrfach als Parlamentsgebäude in der frühen Geschichte der Vereinigten Staaten: 1776 tagte die erste parlamentarische Versammlung New Jerseys hier und der erste Gouverneur wurde gewählt; von Juni bis November 1783 nutzte die erste Regierung der Vereinigten Staaten, der Konföderationskongress, die Nassau Hall als Tagungsort. |
| 38    | Thomas Nast Home (Villa Fontana)                                                | Thomas Nast Home                                                                | 29. Jan. 1964 ID-Nr. 66000470 | Morristown, 50 Macculloch Avenue 40° 47′ 30,6″ N, 74° 28′ 48,8″ W                                              | Morris County                                                       | Von 1873 bis 1902 Wohnhaus eines der ersten erfolgreichen politischen Karikaturisten der USA, des deutschstämmigen Zeichners Thomas Nast, dessen Werke maßgeblich dazu beitrugen, die korrupte politische Tammany-Hall-Organisation in New York City zu besiegen. Nast erschuf ikonische Bilder des amerikanischen Weihnachtsmanns Santa Claus und machte den Esel als Symbol der Demokratischen und den Elefanten als Symbol der Republikanischen Partei populär. |
| 39    | Navesink Light Station (Twin Lights Historic Site)                              | Navesink Light Station                                                          | 17. Feb. 2006 ID-Nr. 06000237 | Highlands, Ende der Lighthouse Road 40° 23′ 46,6″ N, 73° 59′ 8,8″ W                                            | Monmouth County                                                     | Leuchtturmstation mit zwei Türmen, in Betrieb zwischen 1862 und 1952, ein erster Leuchtturm an diesem Ort leitete seit 1828 die Schiffe in den New Yorker Hafen; erster Einsatz einer Fresnel-Linse in einem Leuchtturm der Vereinigten Staaten. |
| 40    | New St. Mary’s Episcopal Church                                                 | New St. Mary’s Episcopal Church                                                 | 24. Juni 1986 ID-Nr. 72000770 | Burlington, 145 West Broad Street 40° 4′ 37,5″ N, 74° 51′ 42,4″ W                                              | Burlington County                                                   | Kirche im neogotischen Stil, erbaut 1846–1854, entworfen von Richard Upjohn nach dem Vorbild der Kirche St John the Baptist aus dem frühen 14. Jahrhundert in Shottesbrooke, Berkshire, England. Das Bauwerk festigte Upjohns Ruf als Wegbereiter der Gothic-Revival-Architektur in den Vereinigten Staaten. |
| 41    | Abel and Mary Nicholson House                                                   | Abel and Mary Nicholson House                                                   | 16. Feb. 2000 ID-Nr. 96001548 | Elsinboro Township, 127 Fort Elfsborg-Hancocks Bridge Road 39° 31′ 10,3″ N, 75° 29′ 10,9″ W                    | Salem County                                                        | Farmhaus, erbaut 1722; außergewöhnliches Beispiel für die frühe angloamerikanische Bauweise des Delaware-Tals; gemusterter Ziegelbau, weitgehend im ursprünglichen Zustand erhalten. |
| 42    | Old Barracks                                                                    | Old Barracks                                                                    | 28. Nov. 1972 ID-Nr. 71000506 | Trenton, 101 Barrack Street 40° 13′ 11,5″ N, 74° 46′ 7,2″ W                                                    | Mercer County                                                       | Einzige erhaltene Kaserne der britischen Kolonialtruppen in New Jersey, ursprünglich 1758 eingerichtet, um Truppen im French and Indian War aufzunehmen; im Unabhängigkeitskrieg wurden in der Schlacht von Trenton im Dezember 1776 die in Trenton stationierten Hessischen Truppen überrascht und gefangen genommen. |
| 43    | Old Queens, Rutgers University (Queen’s College Building)                       | Old Queens, Rutgers University                                                  | 11. Mai 1976 ID-Nr. 76001164  | New Brunswick, Campus der Rutgers University 40° 29′ 55,5″ N, 74° 26′ 46,5″ W                                  | Middlesex County                                                    | Ältestes Gebäude der Rutgers University, erbaut 1809–1822; das Bauwerk gilt als eines der besten Beispiele des Federal Style in der amerikanischen Architektur. |
| 44    | Palisades Interstate Park                                                       | Palisades Interstate Park                                                       | 12. Jan. 1965 ID-Nr. 66000890 | Westufer des Hudson River nördlich der George Washington Bridge 40° 57′ 40,4″ N, 73° 55′ 10,6″ W               | Bergen County, Rockland County (New York), Orange County (New York) | 1965 als NHL ausgezeichnet wegen der ungewöhnlichen staatenübergreifenden Parkorganisation der Bundesstaaten New Jersey und New York; ursprünglich gegründet 1900, um die durch Nutzung als Steinbruch gefährdeten Palisades-Klippen am Hudson River zu schützen. Im Laufe des 20. Jahrhunderts fortlaufend ergänzt, gehören zur Gesamtverwaltung des Interstate Parks inzwischen (Stand 2017) 20 weitere State Parks und 9 Historic Sites der beiden Staaten. |
| 45    | Paulsdale                                                                       | Paulsdale                                                                       | 4. Dez. 1991 ID-Nr. 89000774  | Mount Laurel, 128 Hooton Road 39° 57′ 21,1″ N, 74° 55′ 48,2″ W                                                 | Burlington County                                                   | Erbaut 1800; Geburts- und 1885–1901 Wohnort Frauenrechtlerin Alice Paul, einer wichtigen Anführerin der Frauenwahlrechts-Bewegung in den Vereinigten Staaten; seit 1990 Sitz des Alice Paul Institute mit Museum und Unterrichtsräumen. |
| 46    | President’s House (Dean’s House, Maclean House)                                 | President’s House                                                               | 17. Juli 1971 ID-Nr. 71000504 | Princeton, Campus der Princeton University 40° 20′ 56,8″ N, 74° 39′ 36,7″ W                                    | Mercer County                                                       | Erbaut 1756, von da an bis 1878 Wohnhaus der Präsidenten des College of New Jersey (später: Princeton University); als NHL ausgezeichnet, weil John Witherspoon hier von 1768 bis 1779 lebte. Während dieser Zeit war Witherspoon Delegierter des Kontinentalkongress’ und unterzeichnete die Unabhängigkeitserklärung. |
| 47    | Princeton Battlefield (Princeton Battlefield State Park)                        | Princeton Battlefield                                                           | 20. Jan. 1961 ID-Nr. 66000466 | Princeton, Princeton Battlefield State Park 40° 19′ 53,5″ N, 74° 40′ 32″ W                                     | Mercer County                                                       | Ort der Schlacht von Princeton im Amerikanischen Unabhängigkeitskrieg; wenige Tage nach dem Überraschungsangriff in Trenton gelang George Washington hier ein zweiter Erfolg gegen die britischen Truppen, der die Moral der amerikanischen Soldaten entscheidend stärkte. |
| 48    | Prospect                                                                        | Prospect                                                                        | 4. Feb. 1985 ID-Nr. 85002434  | Princeton, Campus der Princeton University 40° 20′ 49,5″ N, 74° 39′ 23,9″ W                                    | Mercer County                                                       | Erbaut 1851–1852, typisches Beispiel für die Italianate-Architektur John Notmans. Prospect war von 1879 bis 1968 Residenz des Präsidenten der Princeton University, der berühmteste Bewohner war von 1902 bis 1910 der spätere amerikanische Präsident Woodrow Wilson. |
| 49    | Radburn                                                                         | Radburn                                                                         | 5. Apr. 2005 ID-Nr. 75001118  | Borough in Fairlawn 40° 56′ 32,5″ N, 74° 6′ 58,7″ W                                                            | Bergen County                                                       | Gegründet 1929, Ausbau bis 1933, frühe Planstadt, gegründet als „Stadt des Automobil-Zeitalters“ mit Trennung von Durchgangsstraßen und Wohnvierteln um Sackgassen herum, die zum Muster ähnlicher stadtplanerischer Anlagen weltweit wurde („Radburn-System“). |
| 50    | Red Bank Battlefield                                                            | Red Bank Battlefield                                                            | 28. Nov. 1972 ID-Nr. 72000796 | National Park, 101 Hessian Avenue, Ufer des Delaware River 39° 52′ 16,9″ N, 75° 11′ 21,9″ W                    | Gloucester County                                                   | Stätte der Schlacht von Red Bank am 22. Oktober 1777, einer Schlacht im amerikanischen Unabhängigkeitskrieg. |
| 51    | Ringwood Manor                                                                  | Ringwood Manor                                                                  | 13. Nov. 1966 ID-Nr. 66000471 | Ringwood, 5 km östlich von Hewitt 41° 8′ 20,2″ N, 74° 15′ 19,1″ W                                              | Passaic County                                                      | Gutshof des Erfinders und Ingenieurs Robert Erskine; Sitz des wichtigsten Eisenwerk-Unternehmens in den Vereinigten Staaten zwischen den 1740er und 1870er Jahren; seit 1938 nach einer Schenkung im Besitz des Staates New Jersey, Hausmuseum und State Park. |
| 52    | Sandy Hook Light                                                                | Sandy Hook Light                                                                | 29. Jan. 1964 ID-Nr. 66000468 | auf der Halbinsel Sandy Hook 40° 27′ 42″ N, 74° 0′ 7″ W                                                        | Monmouth County                                                     | Ältester erhaltener Leuchtturm der USA, im durchgehenden Betrieb seit 1774. |
| 53    | Seabright Lawn Tennis and Cricket Club                                          | Seabright Lawn Tennis and Cricket Club                                          | 5. Okt. 1992 ID-Nr. 91000883  | Rumson, 5 Tennis Court Lane 40° 22′ 0,8″ N, 73° 58′ 58,6″ W                                                    | Monmouth County                                                     | Einer der ältesten und traditionsreichsten Tennisvereine in den Vereinigten Staaten, gegründet 1877; zum Landmark gehören das historische Clubhaus sowie 21 vor 1941 angelegte Tennisplätze, davon 15 Rasenplätze und 6 Sandplätze. |
| 54    | Shadow Lawn (Woodrow Wilson Hall)                                               | Shadow Lawn                                                                     | 4. Feb. 1985 ID-Nr. 78001780  | West Long Branch, 400 Cedar Avenue 40° 16′ 47,9″ N, 74° 0′ 17,7″ W                                             | Monmouth County                                                     | Landschloss, erbaut 1927–1928 für Hubert Parsons, den damaligen Präsidenten der Woolworth Company; als NHL ausgezeichnet wegen der beeindruckenden Palastarchitektur. Seit 1956 gehört das Gebäude zur Monmouth University. |
| 55    | Elizabeth Cady Stanton House                                                    | Elizabeth Cady Stanton House                                                    | 15. Mai 1975 ID-Nr. 75001122  | Tenafly, 135 Highwood Avenue 40° 55′ 35,9″ N, 73° 57′ 16,2″ W                                                  | Bergen County                                                       | Wohnhaus der Bürger- und Frauenrechtlerin Elizabeth Cady Stanton von 1868 bis 1887. |
| 56    | William Trent House                                                             | William Trent House                                                             | 15. Apr. 1970 ID-Nr. 70000388 | Trenton, 15 Market Street (früher: 539 South Warren Street) 40° 12′ 47,2″ N, 74° 45′ 56,9″ W                   | Mercer County                                                       | Wohnhaus von William Trent, Gründer von Trenton; als NHL ausgezeichnet, weil das Gebäude als bedeutendes Beispiel für die frühe Georgianische Architektur gilt. |
| 57    | Washington’s Crossing                                                           | Washington’s Crossing                                                           | 20. Jan. 1961 ID-Nr. 66000650 | Titusville und Yardley, Pennsylvania 40° 17′ 53,6″ N, 74° 52′ 10,7″ W                                          | Mercer County, Bucks County (Pennsylvania)                          | An dem Landmark haben die beiden Staaten New Jersey und Pennsylvania Anteil; geschützt ist der Ort, an dem in der Nacht zum 26. Dezember 1776 George Washington mit seinen Truppen den Delaware River überquerte, vor der erfolgreichen Schlacht von Trenton. |
| 58    | Walt Whitman House                                                              | Walt Whitman House                                                              | 29. Dez. 1962 ID-Nr. 66000461 | Camden, 330 Dr. Martin Luther King Jr. Boulevard 39° 56′ 32,7″ N, 75° 7′ 24,4″ W                               | Camden County                                                       | Wohnhaus des Dichters Walt Whitman in den letzten Jahren seines Lebens von 1884 bis 1892; Hausmuseum seit 1923. |

## Weitere Denkmale und historische Gebiete New Jerseys im National Park System
In New Jersey gibt es vier solcher Einrichtungen, bisher (Stand 2017) werden drei davon vom National Park Service (NPS) im Anhang der Landmark-Liste für New Jersey genannt.
Die vierte übergreifende Denkmal-Struktur, der Paterson Great Falls National Historical Park, wurde 2011 eingerichtet und verbindet zwei auch weiterhin separat bestehende National Historic Landmarks (s. Liste): den industriegeschichtlich bedeutenden NHL-District Great Falls of the Passaic / Society for Establishing Useful Manufacturers H.D. sowie das sozialgeschichtlich wichtige NHL Hinchliffe Stadium.
| [ 8 ] | Name                                                                   | Bild                                          | Eintragsdatum                                                                       | Lage | County                                    | Beschreibung |
| ----- | ---------------------------------------------------------------------- | --------------------------------------------- | ----------------------------------------------------------------------------------- | --- | ----------------------------------------- | --- |
| 1     | Morristown National Historical Park                                    | Morristown National Historical Park           | 2. März 1933 ID-Nr. 66000053                                                        | Morristown, 30 Washington Place 40° 47′ 47″ N, 74° 28′ 0″ W                                                                 | Morris County                             | Als National Historical Park ausgezeichnet, weil der damals sehr kleine Ort Morristown im Unabhängigkeitskrieg Winterlager der Revolutionsarmee war und 1777 und 1779/80 in zwei besonders kritischen Wintern das Hauptquartier der amerikanischen Armee und die Haupttruppen unter General George Washington beherbergte. Zur historischen Stätte gehören die Villa Ford Mansion, die Washington als Hauptquartier diente, Jockey Hollow, das Gebiet des Farmers Henry Wick, welches durchgehend als Winterlager der Truppen diente, und Fort Nonsense, eine auf Washingtons Befehl angelegte Festung, die im Bedarfsfall eine sichere Rückzugsmöglichkeit bieten sollte. |
| 2     | Paterson Great Falls National Historical Park                          | Paterson Great Falls National Historical Park | 7. Nov. 2011 ID-Nr. 86001507                                                        | Paterson 40° 54′ 58,3″ N, 74° 10′ 53,7″ W                                                                                   | Passaic County                            | Der National Historical Park fasst seit 2011 mehrere industrie- und sozialgeschichtlich bedeutende Einrichtungen und Gebäude rund um den Wasserfall Great Falls des Passaic River im Naturdenkmalgebiet Great Falls of Paterson-Garret Mountain National Natural Landmark. An diesem Ort wurde seit Ende des 18. Jahrhunderts auf Anregung Alexander Hamiltons das Gefälle des Passaic zur Energiegewinnung ausgenutzt und es entstand eine der ersten großen Industrieansiedlungen der Vereinigten Staaten. Der Park liegt innerhalb des National Historic Landmark Districts Great Falls of the Passaic / Society for Establishing Useful Manufacturers H.D. Seit 2014 ist auch das Hinchliffe Stadium Teil des Parks, eine der letzten erhaltenen Baseball-Spielstätten der Negro Leagues, die 2013 als NHL ausgezeichnet wurde. Beide Landmarks behielten ihren älteren, selbständigen Schutzstatus. |
| 3     | Statue of Liberty National Monument (Ellis Island, Liberty Island)     | Statue of Liberty National Monument           | 15. Okt. 1924 erweitert um Ellis Island 11. Mai 1965 ID-Nr. 66000058                | Jersey City (Ellis Island), New York City (Ellis Island, Liberty Island) 40° 41′ 55″ N, 74° 2′ 24″ W                        | Hudson County, New York County (New York) | Die Insel Liberty Island (Bundesstaat New York) – mit der Freiheitsstatue – und die Insel Ellis Island (Bundesstaaten New Jersey und New York) – mit den Gebäuden und Archiven der bedeutendsten Einwanderungsstation der Vereinigten Staaten – stehen gemeinsam als National Monument unter der Verwaltung des National Park Service. |
| 4     | Thomas Edison National Historical Park (Edison National Historic Site) | Thomas Edison National Historical Park        | 5. Sep. 1962 Edison National Historic Site; umbenannt 30. März 2009 ID-Nr. 66000052 | West Orange, 211 Main Street (Laborgebäude) und 12 Honeysuckle Avenue (Wohnhaus „Glenmont“) 40° 47′ 2,9″ N, 74° 13′ 59,9″ W | Essex County                              | Laborgebäude-Gebiet und Wohnsitz („Glenmont“) des Erfinders und Unternehmers Thomas Alva Edison; die Gebäude sind Museen und Archive und bewahren die Erinnerungen an das Leben, das Werk und die Bedeutung Edisons. Beide Einrichtungen waren ursprünglich mit separatem Schutzstatus versehen: Glenmont war am 6. Dezember 1955 als Edison Home National Historic Site ausgezeichnet worden; die Laborgebäude waren am 14. Juli 1956 als Edison Laboratory National Monument unter den Schutz des National Park Service gestellt worden. |